# Державний архів Полтавської області
Держа́вний архі́в Полта́вської о́бласті — головна архівна установа Полтавської області, структурний підрозділ Полтавської обласної державної адміністрації, який підзвітний та підконтрольний голові обласної державної адміністрації та Державній архівній службі України. Директором є Гудим Валентина Володимирівна.
Розташований за адресою:
- 36011 Україна, Полтава, вул. Юліана Матвійчука, 18/24 (корпус 1);
- 36000 Україна, Полтава, вул. Капітана Володимира Кісельова, 1 (корпус 2).

## Історія

### Передумови створення. Архівна справа на Полтавщині в часи Російської імперії
Історично на Полтавщині здавна існували архіви. Проте ці відомості до нашого часу не збереглися. Першим архівну систему Полтавщини, а в той час губернії, описав відомий історик та архівознавець Павловський Іван Францович. На його думку, найціннішими були такі архіви Полтавської губернії:
1. Архів губернського правління — згідно опису зберігалися справи починаючи з 1802 року, тобто від часу заснування губернії. В цьому ж архіві зберігалися справи Малоросійського генерал-губернаторства за період від його створення в 1802 році і до його ліквідації в 1856 році. Містив дуже багатий та різноманітний матеріал з історії краю, що охоплював різні сфери життя. Знаходився в будівлі присутствених місць та займав 18 кімнат[1].
2. Архів губернського земства. Справи в ньому від часу створення земств. Архів знаходився в підвальних приміщеннях безпечних від пожежі.
3. Архів міської управи. Містив дуже цінні справи, починаючи з 1786 року зокрема по історії Полтави, але розміщувався в сирому підвальному приміщені.

Ці три архіви на думку Павловського були найціннішими. Також він відзначив особливу цінність архіву Полтавської духовної консисторії та архіви інших установ (архіви Депутатських зборів, Полтавського духовного училища тощо).
Підсумовуючи, Павловський робить висновок, що в цілому стан архівної галузі на Полтавщині незадовільний з наступних причин:
- більшість архівів не мали належних умов зберігання (зберігалися в сирих підвалах, дерев'яних будівлях, горищах будинків, сараях тощо);
- деякі архіви не мали описів справ;
- через відсутність належних умов зберігання, велика частина матеріалів загинула: архів Полтавської духовної семінарії за період в 100 років загинув, також загинув архів Депутатських зборів за 25 років, згорів архів городської управи в Переяславі в 1887 році тощо.

Отож стан архівної галузі у 1915 році залишав бажати кращого. Згодом, більшість цих архівів стали фондоутворювачами новоствореного Полтавського архіву.

### Період створення (1918-1922)
Виконавча комісія Полтавської губернської народної управи 20 січня 1918 року лише ухвалила рішення про утворення Центрального історичного архіву Полтавщини.
Лише 9 серпня 1918 року, вже за часів Української Держави П. Скоропадського (29.04.1918 - 14.12.1918) Полтавське губернське земське зібрання затвердило кошторис, штат архіву та його повну назву: Центральний історичний архів Полтавщини.
У лютому 1919 року було видано Розпорядження Полтавської ради робітничих депутатів про охорону архіву.

### Радянський період (1922—1941)
4 серпня 1922 року рішенням Президії Полтавського губвиконкому в Полтаві створене губернське архівне управління. Центральний історичний архів Полтавщини перейшов у його підпорядкування, змінивши назву на Полтавський губернський історичний архів. У 1925 році отримав назву Історичного архіву при Полтавському окружному архівному управлінні, вживана назва — Полтавський історичний архів. У червні 1926 року його перейменовано в Полтавський крайовий історичний архів. Восени 1930 року у зв'язку з ліквідацією округу Полтавське окружне архівне управління реорганізовано в Полтавське місцеве архівне управління. 1 березня 1932 року на базі останнього та Полтавського крайового історичного архіву створено Полтавський державний історичний архів. Тоді ж на базі місцевих архівних управлінь та архівосховищ в Лубнах і Кременчуці створюються державні історичні архіви. З липня 1937 року розпочало діяльність Полтавське обласне архівне управління. Полтавський державний історичний архів перейменовано в Полтавський обласний історичний архів і передано в підпорядкування обласному архівному управлінню. 29 березня 1941 року Полтавський обласний історичний архів перейменовано на Державний архів Полтавської області.

### В роки німецько-радянської війни (1941—1945)
З початком німецько-радянської війни, частина документів була евакуйована до міста Балашова Саратовської області. Це були переважно архівні документи пореволюційного часу (здебільшого 1919—1930 роки), а також документи жандармерії, поліції і губернаторів. Із Державного архіву Полтавської області було евакуйовано 91 фонд (68486 од. зб., за іншими даними — 58 000 од. зб.), із Кременчуцького філіалу — 38 фондів (15 000 од. зб.), із Лубенського філіалу — 78 фондів (25 000 од. зб.). З наближенням фронту в 1942 році частину полтавських документальних матеріалів з міста Балашова було евакуйовано в місто Шадринськ Курганської області. Сюди перевезли 30 фондів (22 095 од. зб.).
Відступаючи під натиском радянських військ, німецькі окупанти спалили архів. Разом з Полтавським архівом, були повністю знищені архіви у Лубнах та Кременчуці. Проте факт знищення архівів відступаючими німецькими військами деякими дослідниками ставиться під сумнів. Так, Патриція Кеннеді Грімстед наводить дані, які описують спроби німецької сторони зберегти неевакуйовані архіви.

### Після 1945
З 4 жовтня 1958 року — архів перейменовано на Полтавський обласний державний архів. З 7 серпня 1980 року Полтавський обласний державний архів перейменовано на Державний архів Полтавської області.
Корпус 1 архіву знаходиться в будівлі колишньої Земської бібліотеки.

## Фонди

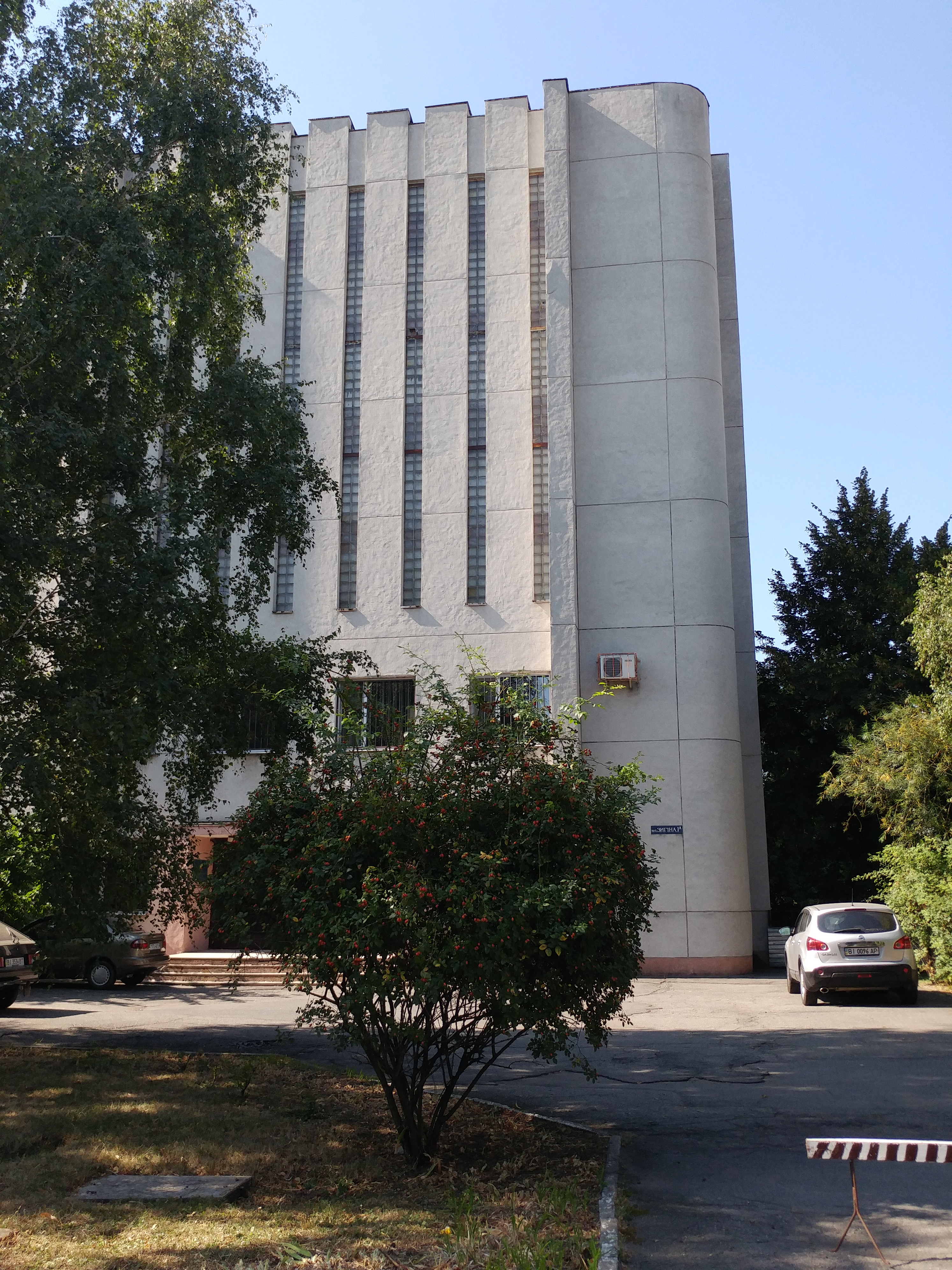
Корпус №2 архіву по вул. Капітана Володимира Кісельова, 1

Документи періоду до 1917 року збереглися в незначній кількості і складають лише 2 % від загальної кількості фондів. Це пов'язано з великими втратами, що зазнав архів в роки німецько-радянської війни. Так зокрема в роки війни були знищені 2689 фондів, 1572795 од. зб. періоду 1649–1940 рр.

### Обсяг фондів
- 6885 фондів, 1297392 од. зб. (24165 л. м) за 1654—2004 рр.
- 817 од. зб. науково-технічної документації за 1946—1990 рр.
- 9 од. зб. кінодокументів за 1964—1973 рр.
- 26181 од. зб. фотодокументів за 1888—2002 рр.
- 426 од. зб. фонодокументів за 1960—2004 рр.

### Огляд фондів
Найціннішими з генеалогічного погляду є наступні фонди архіву:
- Ф.130 Полтавська казенна палата, м. Полтава Полтавської губернії. Справ: 93; 1811—1871; 1878—1889; 1908—1919 рр.
- Ф.222 Скаржинська Катерина Миколаївна (1852—1932) — краєзнавець, член етнографічного, археологічного і антропологічного товариств, с. Круглик Лубенського повіту Полтавської губернії. Справ: 2649; 1557—1997 рр.
- Ф.370 Полтавська межова палата, м. Полтава Полтавської губернії. Справ: 2028; 1809—1914 рр.
- Ф.612 Лохвицька повітова земська управа, м. Лохвиця Лохвицького повіту Полтавської губернії. Справ: 341; 1893—1919 рр.
- Ф.694 Гадяцька повітова земська управа, м. Гадяч Гадяцького повіту Полтавської губернії. Справ: 333; 1909—1918 рр.
- Ф.706 Полтавська духовна консисторія, м. Полтава Полтавської губернії. Справ: 672; 1741—1926 рр.
- Ф.801 Пирятинське духовне правління, м. Пирятин Гадяцького полку, з 1784 року — Чернігівського намісництва, з 1796 року — Чернігівської губернії, з 1797 року — Малоросійської губернії, з 1802 року — Полтавської губернії. Справ: 5316; 1758—1865 рр.
- Ф.828 Пирятинська повітова земська управа, м. Пирятин Пирятинського повіту Полтавської губернії. Справ: 447; 1860—1919 рр.
- Ф.976–988 фонди губернського та повітових рекрутських присутствій.
- Ф.1011 Православні церкви Полтавської губернії (об'єднаний архівний фонд). Справ: 1898; 1722—1922 рр.

#### Фонд 706. Полтавська духовна консисторія
Документи Полтавської духовної консисторії надійшли на зберігання до Полтавської губернської архівної комісії, ймовірно, 1921 року у кількості до 300 тис. од. зб. На 1 вересня 1939 у фонді налічувалось 10969 од. зб. Під час німецької окупації Полтавської області (1941–1943) майже всі документи Полтавської духовної консисторії загинули, залишилось 88 од. зб. за 1775–1918 рр. У 1950-ті близько 600 справ було передано на зберігання до Полтави архівними установами УРСР та Харківським обласним державним архівом; у січні 2002 до фонду були приєднані 35 од. зб. — описи на втрачені під час Другої світової війни документи Полтавської духовної консисторії, які втратили свою облікову функцію.
Зараз у фонді налічується 672 од. зб. за 6 описами. Серед них можна знайти: укази Катерини II, Сенату, Святійшого Синоду, консисторії; справи про висвячення та призначення осіб духовного звання; звіти економа архієрейського дому; описи церковного майна; прибутково-видаткові документи церков; метричні та клірові книги, сповідні відомості та книги шлюбних опитів православних церков Золотоніського, Костянтиноградського, Кременчуцького й Переяславського повітів за 1799—1917 рр., тобто здебільшого населених пунктів, що тепер входять до складу Київської, Харківської та Черкаської областей.
Укази Полтавської духовної консисторії за 1797–1843 зберігаються у фонді Пирятинського духовного правління (ф. 801). Для ознайомлення із документами консисторії до 1786 необхідно звернутися до Центрального державного історичного архіву України у Києві, де їх можна знайти у фонді Переяславсько-Бориспільської духовної консисторії (ф.990).

#### Фонд 801. Пирятинське духовне правління
У фонді Пирятинського духовного правління (ф. 801), що зберігся частково, є досить велика порівняно з іншими фондами архіву кількість документів генеалогічного характеру — всього 318 метричних книг і близько 1400 справ сповідних розписів церков Пирятинського та частини Лохвицького повітів Полтавської губернії за 1758—1857 рр. Це здебільшого документи церков окремих населених пунктів Полтавської губернії, котрі входять нині до складу Гребінківського, Пирятинського, Чорнухинського районів Полтавської області, а також до складу Яготинського району Київської області, деяких районів Черкаської та Чернігівської областей.

#### Фонд 1011. Православні церкви Полтавської губернії
До 2002 року в фонді 1011 (Православні церкви Полтавської губернії) зберігалася порівняно невелика кількість метричних книг та сповідних відомостей церков деяких населених пунктів губернії за XVIII–XX ст. Однак у зв'язку з закінченням терміну зберігання документів, міські та районні відділи реєстрації актів цивільного стану у 2002 році почали передавати до Держархіву Полтавської обл. метричні книги православних церков Полтавської губернії. Нині всі відділи РАЦС Полтавської області передали на державне зберігання до фонду № 1011 всі наявні в них метричні книги.
Зараз у фонді 1011 нараховується 2553 метричні книги православних церков Полтавської, частково Херсонської та Харківської губерній за 1722–1922 рр. Документи фонду 1011 є найціннішою частиною архівного зібрання Полтавщини генеалогічного характеру. Перевірити інформацію про наявність метричних книг церков окремих населених пунктів можна за каталогом.

#### Інші фонди генеалогічного характеру
На жаль, не збереглися матеріали Всеросійського перепису населення 1897 року у Полтавській губернії, також практично повністю втрачені матеріали ревізій. У фонді Полтавської казенної палати (ф. 130) є неповні ревізькі казки дев'яти сіл Переяславського повіту за 1850 рік. Документи генеалогічного характеру можна знайти в особових фондах, у першу чергу, у фонді відомої полтавської меценатки, дослідниці старожитностей Катерини Миколаївни Скаржинської (ф. 222). Вона зібрала багату колекцію документів, що стосуються генеалогії двох десятків полтавських дворянських родів, а також розрізнених ревізьких реєстрів та подвірних описів ряду населених пунктів Полтавської губернії. Найцікавішим документом серед них є досить велика за обсягом «Ревизская сказка местечка Опошни» (1835 р.).
Наступну групу архівів генеалогічного характеру складають фонди губернського та повітових рекрутських присутствій у яких зберігається близько 1 тис. справ за 1818—1873 рр. У фондах волосних правлінь (ф. 776, 829—834, 1008 и 1059) є списки мешканців деяких сіл. Списки землевласників, картки обліку земель станом на 1911 рік як дворян, так і селян, можна знайти у фондах Гадяцької, Лохвицької та Пирятинської земських повітових управ (ф. 649, 612 і 828), а невелику кількість розрізнених матеріалів — у фонді Полтавської межової палати (ф. 370). Комплекс особових справ чиновників Полтавської губернії відклався у фондах Полтавського губернського правління (ф. 80), канцелярії Полтавського цивільного губернатора (ф. 83), Полтавської губернської тюремної інспекції (ф. 319), Полтавського й Лубенського окружних судів (фф. 540, 776) та ін. У фонді Полтавського дворянського депутатського зібрання (ф. 379) не збереглося жодної справи про дворянство. У ньому є видані у 1898—1904 рр. «Список дворян, внесенных в дворянскую родословную книгу Полтавской губернии» та додатки до нього, а також видані у 1913 и 1916 рр. списки потомствених дворян губернії. Досить цікавими, хоча й не надто інформативними є фонди Розпорядчого бюро у справі про розшук спадку гетьмана Полуботка (ф. 535) та Товариства осіб, записаних до родовідних книг Полтавської губернії (ф. 1001). Інформацію про полтавських дворян можна частково відновити за документами Російського державного історичного архіву (м. Санкт-Петербург), у якому зберігаються справи про дворянство (ф. 1343, Департамент Герольдії). Науково-довідкова бібліотека Держархіву Полтавської обл. зберігає «Памятные книжки» та «Адрес-календари» Полтавської губернії за окремі роки, «Полтавские епархиальные ведомости» за 1863—1917 рр., клірові книги Полтавської єпархії (1890, 1902 и 1912 рр.), «Труды Полтавской ученой архивной комиссии» (випуски 1–15, 1905—1917 рр.), «Труды Полтавского церковного историко-археологического комитета» (випуски 1–3, 1908—1912 рр.), «Материалы к истории Петровского Полтавского кадетского корпуса» (випуски 4–13, 1907—1916 рр.) та ін. Зокрема, часопис «Полтавские епархиальные ведомости» має особливу цінність як джерело для вивчення генеалогії священнослужителів — тут розміщено інформацію про призначення, переміщення, нагородження, списки учнів духовних навчальних закладів, некрологи та біографії священиків та ін.